# Eriospermum inconspicuum
Eriospermum inconspicuum är en sparrisväxtart som beskrevs av Pauline Lesley Perry. Eriospermum inconspicuum ingår i släktet Eriospermum och familjen sparrisväxter. Inga underarter finns listade i Catalogue of Life.